# Parabopyrella nierstraszi
Parabopyrella nierstraszi là một loài chân đều trong họ Bopyridae. Loài này được Chopra miêu tả khoa học năm 1930.